# Pepi, Luci, Bom y otras chicas del montón
Pepi, Luci, Bom y otras chicas del montón va ser la primera pel·lícula comercial d'Almodóvar, per a la qual va escriure el guió inicial el 1976, quan treballava per a Telefónica com a empleat administratiu, reescrivint aquest quan va començar el rodatge. La pel·lícula, inspirada per l'agressiva ideologia punk representada per Bom (Alaska), tracta sobre tres noies, Pepi, Luci i Bom que viuen a Madrid durant l'època inicial de la Moguda madrilenya.

## Argument
Pepi (Carmen Maura) és una jove que viu sola en un pis de Madrid i es dedica a cultivar cànnabis a la terrassa. Això és descobert per un policia (Félix Rotaeta) que és el seu veí. Aquest entra a casa i a canvi del seu silenci, Pepi accedeix a tenir relacions sexuals, però li demana que millor "per darrere", sense fer cas, el policia la penetra, arruïnant el negoci que tenia pensat, la venda de la seva virginitat. Davant d'això Pepi decideix venjar-se i compta amb l'ajuda dels seus amics els que, disfressats de chulapos, li peguen una pallissa al policia. Però s'equivoquen i agredeixen el seu germà bessó. Pepi coneix la dona del policia, Luci (Eva Siva), natural de Múrcia, descobrint que li agrada el dolor. Així la convenç per fer classes de punt i de pas pegar-li una mica, al que Luci accedeix sense saber que es tracta d'una venjança. En una d'aquestes classes coneix a Bom Alaska, qui li pixa a sobre per goig de la masoquista Luci. Aquesta deixa al seu marit per Bom, que és cantant punk de tendències sàdiques, i al costat d'aquesta i Pepi aniran a festes i concerts en plena Moguda madrilenya. En el periple juntes es creuaran amb personatges com la noia de poble que vol ser model i tots la prenen per puta (Kiti Manver), l'actriu que està interpretant la Dama de les Camèlies i els deixa al seu fill (Julieta Serrano), la actriu que fa els anuncis de les calces posa't (Cecilia Roth), Toni, el company de Bom en el grup Bomitoni (Carlos Tristancho), etc. En el concert dels Bomitoni és quan Bom li dedica a Luci el tema de la pel·lícula "Murciana marrana" i en la posterior festa ha de fer-li una fel·lació al guanyador del concurs de mida del penis "Ereccions generals". La vida ociosa i divertida que porten canvia quan el marit de Luci li pega una pallissa tan greu que acaba ingressada. Allà la visiten Pepi i Bom però aquesta, coneixent a la fera que té per marit, els diu que no tornarà amb elles, de manera que es queden soles i acaben vivint juntes i menjant bacallà al pil pil.

## Reaccions crítiques
Pedro Almodóvar va descriure la pel·lícula com una història sobre «éssers humans forts i vulnerables que s'abandonen a la passió, que pateixen l'amor i es diverteixen». Les crítiques espanyoles de l'època van atacar a la pel·lícula pels seus acudits en els lavabos, una escena humorística de violació i una tècnica cinematogràfica (que no narrativa) feble. El diari espanyol El Periódico va descriure a Almodóvar com «un obstinat i apassionat defensor de pel·lícules de sèrie B», mentre que El País va elogiar la pel·lícula com una que «trastoca amb veritable atreviment els més respectats tabús de la nostra ridícula societat». Encara segueix sent reconeguda com una pel·lícula tècnicament pobra, Pepi, Luci, Bom (així com la següent pel·lícula d'Almodóvar Laberinto de pasiones) és considerada com un document de la Moguda madrilenya, l'escena punk-llibertària post-franquista que es va desenvolupar a Madrid, principalment.

## Anècdotes del rodatge
- Els interiors de la pel·lícula van ser rodats a Madrid.
- Alaska era menor d'edat quan va participar-hi.
- Per falta de fons la filmació es va estendre per gairebé un any i mig; els fons van ser aportats per amics de Felix Rotaeta i l'equip tècnic.
- Per a l'escena de la "pluja daurada" es va usar cervesa i una pera de farmàcia.
- No es comptava amb permisos per rodar a la via pública, de manera que els exteriors es rodaven amb el mínim de preses, no fos cas que multessin l'equip per no tenir permisos de l'ajuntament.
- El famós tema "Murciana marrana" interpretat per Alaska, és una combinació de dos: "La temptació" de Kaka de Luxe i "Pot de Colom" d'Alaska y los pegamoides, seguint la tornada els acords de la segona. La cançó està dedicada a Luci, núvia de Bom, que és de Múrcia i li encanten les marranades.